# Trevin Giles
Trevin Giles (San Antonio, 6 de agosto de 1992) é um lutador de artes marciais mistas americano. Compete no Ultimate Fighting Championship (UFC) na categoria de peso médio.

## Início
Giles nasceu em San Antonio, Texas, e jogou futebol americano pela  was a football defensive player Taylor High School. Giles começou a treinar artes marciais aos 20 anos de idade.

## Vida Pessoal
Trevin e sua esposa Coreyonna têm um filho (nascido em 2019). Giles também é policial, trabalhando na Polícia de Houston.

## Carreira no MMA

### Primeiros anos
Giles começou sua carreira no MMA em 2014 e lutou em várias organizações tais como Fury Fighting, Legacy Fighting Championship, Legacy Fighting Alliance, Resurrection Fighting Alliance, Legacy Fighting Alliance e acumulou um cartel de 9-0 antes de ser contratado pelo UFC.

### Ultimate Fighting Championship
Giles fez sua estreia no UFC em 8 de julho de 2017 contra James Bochnovic no UFC 213: Romero vs. Whittaker. Ele venceu por nocaute no segundo round.
Sua próxima luta veio em 9 de dezembro de 2017 no UFC Fight Night: Swanson vs. Ortega contra Antônio Braga Neto. Ele venceu por nocaute no terceiro round.
Giles enfrentou Zak Cummings em 18 de maio de 2019 no UFC Fight Night: dos Anjos vs. Lee. Ele perdeu por finalização no terceiro round.
Na última luta do seu contrato no UFC, Giles enfrentou Gerald Meerschaert em 3 de agosto de 2019 no UFC on ESPN: Covington vs. Lawler. Ele perdeu por finalização no terceiro round.
Giles era esperado para enfrentar Antonio Arroyo em 8 de fevereiro de 2020 no UFC 247: Jones vs. Reyes. Entretanto, Arroyo foi retirado do card 1 dia antes da luta devido a uma lesão e foi substituído por James Krause. Giles venceu por decisão dividida. A vitória rendeu a ambos lutadores o bônus de “Luta da Noite”.

## Cartel no MMA
| Cartel no MMA   |             |            |
| 18 lutas        | 14 vitórias | 4 derrotas |
| Por nocaute     | 6           | 2          |
| Por finalização | 5           | 2          |
| Por decisão     | 3           | 0          |

| Res.    | Cartel | Oponente                  | Método                            | Evento                               | Data       | Round | Tempo | Local                   | Notas                                     |
| ------- | ------ | ------------------------- | --------------------------------- | ------------------------------------ | ---------- | ----- | ----- | ----------------------- | ----------------------------------------- |
| Derrota | 14-4   | Michael Morales           | Nocaute técnico (soco)            | UFC 270: Ngannou vs. Gane            | 22/01/2022 | 1     | 4:06  | Anaheim, Califórnia     |                                           |
| Derrota | 14-3   | Dricus du Plessis         | Nocaute (socos)                   | UFC 264: Poirier vs. McGregor 3      | 10/07/2021 | 2     | 1:41  | Las Vegas, Nevada       |                                           |
| Vitória | 14-2   | Roman Dolidze             | Decisão (unânime)                 | UFC on ESPN: Brunson vs. Holland     | 20/03/2021 | 3     | 5:00  | Las Vegas, Nevada       |                                           |
| Vitória | 13-2   | Bevon Lewis               | Nocaute Técnico (socos)           | UFC Fight Night: Santos vs. Teixeira | 07/11/2020 | 3     | 1:28  | Las Vegas, Nevada       |                                           |
| Vitória | 12-2   | James Krause              | Decisão (dividida)                | UFC 247: Jones vs. Reyes             | 08/02/2020 | 3     | 5:00  | Houston, Texas          | Luta da Noite.                            |
| Derrota | 11-2   | Gerald Meerschaert        | Finalização (guilhotina)          | UFC on ESPN: Covington vs. Lawler    | 03/08/2019 | 3     | 1:49  | Newark, New Jersey      |                                           |
| Derrota | 11-1   | Zak Cummings              | Finalização (guilhotina)          | UFC Fight Night: dos Anjos vs. Lee   | 18/05/2019 | 3     | 4:01  | Rochester, New York     |                                           |
| Vitória | 11-0   | Antônio Braga Neto        | Nocaute (socos)                   | UFC Fight Night: Swanson vs. Ortega  | 09/12/2017 | 3     | 2:27  | Fresno, California      | Volta aos Médios.                         |
| Vitória | 10-0   | James Bochnovic           | Nocaute (soco)                    | UFC 213: Romero vs. Whittaker        | 08/07/2017 | 2     | 2:54  | Las Vegas, Nevada       | Estreia no UFC; Estreia nos Meio Pesados. |
| Vitória | 9-0    | Ryan Spann                | Decisão (dividida)                | LFA 3: Spann vs. Giles               | 10/02/2017 | 3     | 5:00  | Lake Charles, Louisiana |                                           |
| Vitória | 8-0    | Isaac Villanueva          | Finalização (triângulo de mão)    | Legacy FC 59                         | 16/09/2016 | 3     | 1:45  | Humble, Texas           |                                           |
| Vitória | 7-0    | Josh Clark                | Finalização (mata leão)           | RFA 41                               | 29/07/2016 | 2     | 1:10  | San Antonio, Texas      |                                           |
| Vitória | 6-0    | Robert McCarthy           | Nocaute Técnico (socos)           | Caribbean UltimateFist Fighting 10   | 21/05/2016 | 1     | 3:06  | Port of Spain           |                                           |
| Vitória | 5-0    | Brendan Allen             | Finalização (mata leão)           | Legacy FC 52                         | 25/03/2016 | 2     | 1:47  | Lake Charles, Louisiana |                                           |
| Vitória | 4-0    | Larry Crowe               | Nocaute Técnico (socos)           | Fury Fighting 8                      | 09/10/2015 | 2     | 1:48  | Humble, Texas           |                                           |
| Vitória | 3-0    | Terrance Ferguson         | Nocaute Técnico (socos)           | Fury Fighting 7                      | 11/07/2015 | 1     | 3:18  | Humble, Texas           |                                           |
| Vitória | 2-0    | Patrick Hutton            | Finalização (chave de braço)      | Legacy FC 31                         | 13/06/2014 | 1     | 2:11  | Houston, Texas          |                                           |
| Vitória | 1-0    | Angelus Raymond McFarlane | Finalização (triângulo invertido) | Legacy FC 27                         | 31/01/2014 | 1     | 1:15  | Houston, Texas          | Estreia nos Médios.                       |